# Onthophagus malabarensis
Onthophagus malabarensis là một loài bọ cánh cứng trong họ Bọ hung (Scarabaeidae).